# Гиршгейд
Гиршгейд (нем. Hirschheydt) — балтийско-немецкий дворянский род.

## Происхождение и история рода
Достоверная родословная начинается с Кристофа Хирша (1548—1611), пастора в Фрозе, Анхальт. Его потомки, эмигрировавшие в Швецию, были признаны шведами дворянами 25 октября 1662 года.. Род Гиршгейд внесён в Рыцарский матрикул Швеции (в 1664 году под номером 680), зачислен в Ливонское рыцарство (1747) и Эстонское рыцарство (1965).

## Описание герба
В щите с золотой окантовкой, в серебряном поле золотой олень, возникающий влево из голубой горы, о трех пиках, в оконечности. Щит увенчан повернутым влево дворянским коронованным шлемом. Нашлемник — возникающий влево золотой олень. Намет голубой с золотом.